# Kwaw Ansah
Kwaw Paintsil Ansah es un cineasta ghanés, cuyo trabajo como escritor, director o productor incluye Love Brewed in the African Pot en 1980 y Heritage Africa en 1989. Su primer largometraje, Love Brewed in the African Pot, obtuvo reconocimiento popular y crítico inmediato en toda África de habla inglesa. A pesar de todos los premios y el éxito, pasarían casi 10 años antes de que pudiera completar su próximo gran proyecto cinematográfico, la ambiciosa Heritage Africa (1989). Una vez más, la película fue ampliamente aclamada y premiada. Desde entonces, ha producido otras películas, como Harvest at 17 (1994), Crossroads of People, Crossroads of Trade (1994) y The Golden Stool, the Soul of the Asantes (2000). Dedicado al cine y arte dramático africanos, trabaja incansablemente para mejorar la financiación y distribución de películas africanas en África. Ha sido presidente de FEPACI y líder en la dirección de FESPACO. En 1998, recibió el premio Leyenda viva Acrag por su contribución a las artes de Ghana.

## Biografía
Ansah nació en 1941 en Agona Swedru, Ghana. Su madre era comerciante y su padre un fotógrafo de formación (además de pintor, músico y dramaturgo). Después de su educación inicial en una Escuela de la Misión Anglicana, estudió para sus O-Levels en Acra, mientras trabajaba como diseñador textil en United Africa Company.

## Educación
De 1961 a 1963 fue inscrito en la Regent Street Politécnica, donde obtuvo un diploma en diseño teatral. Después de culminar sus estudios en Inglaterra, viajó a EE. UU., donde se graduó de la Academia de Artes Dramáticas y la Academia de Música y Drama. Su primera obra de teatro, The Adoption, se produjo fuera de Broadway en 1964.

## Carrera profesional
A su regreso a Ghana trabajó durante dos años como asistente de producción y diseñador de escenarios para Ghana Film Industry Corporation, y también realizó comerciales para Lintas Advertising Agency en Acra. Fue escenógrafo de la película I Told You So (1970) de Egbert Adjesu. En 1973 fundó su propia empresa de publicidad, Target Advertising Services (actual Target Saatchi & Saatchi Ltd).
Poco después de regresar a su país, se convirtió en miembro ejecutivo de la Asociación de Drama de Ghana y de la Asociación de Escritores de Ghana, además de funcionario del Gremio de Cine. Su obra Mother's Tears se presentó en el Drama Studio de Acra en 1967. Más tarde se reproduciría en el Accra Arts Center en 1973, 1991 y en el National Theatre en 1995.

### Love Brewed in the African Pot
Fundó su compañía de producción cinematográfica, Film Africa Limited, en 1977, y comenzó a trabajar en el proyecto que se convertiría en Love Brewed in the African Pot (1980). La película obtuvo premios en todo el mundo, incluido el prestigioso premio Omarou Ganda, por "la dirección y producción más destacadas en línea con las realidades africanas" en el séptimo Festival de Cine Panafricano (FESPACO), el Premio de Cine de la UNESCO en Francia, y el Premio Especial Pavo Real de Plata del Jurado, "Por un intento genuino y talentoso de encontrar una identidad nacional y cultural" en el 8º Festival Internacional de Cine de la India.

### Heritage Africa
Ansah enfrentó los desafíos normativos de los cineastas en África, mientras encontraba el dinero y podía reunir los recursos necesarios para la realización de su segundo proyecto cinematográfico. Como fue el caso de Love Brewed, él participó en casi todos los aspectos de la producción, incluso escribiendo el tema musical de las dos películas, además de dirigir, escribir y producir. Salió de la experiencia con su salud seriamente comprometida, pero con Heritage Africa ganando el gran premio en el FESPACO 1989, el Premio a la Mejor Película de la Organización para la Unidad Africanay el Premio a la Mejor Película en el Festival de Cine de Londres 1989.

### Crossroads of People, Crossroads of Trade
Su documental Crossroads of Trade, Crossroads of People de Ansah, realizado para la Junta de Museos y Monumentos de Ghana y patrocinado por la Institución Smithsonian, se presenta continuamente en el Castillo de Cape Coast, como parte de un esfuerzo, bastante controvertido, por rehabilitar/renovar los fuertes y castillos de esclavos.
Ha recibido varios premios nacionales, internacionales y profesionales, entre ellos La Orden de la Nación de Burkina Faso (marzo de 1995) para las Artes y la Cultura; Premio a la mejor producción documental y televisiva por Crossroads of People, Crossroads of Trade ( FESPACO -1995) y el Grand Prix Award por Heritage Africa en FESPACO, Uagadugú, 1989.
Ansah regresó al cine en 2010 con el lanzamiento de Good Old Days: The Love of AA. Desde entonces, ha realizado películas como The Good Old Days: Papa Lasisi Good Bicycle (2011), The Good Old Days: Suffering to Lose (2012) y Praising The Lord Plus One (2013). En las primeras conferencias de cine NAFTI en 2011 sobre la industria cinematográfica de Ghana, fue honrado por su inmensa contribución al cine. Durante ese mismo evento, también recibió el Osagyefo Lifetime Achievement Award de la Academia de Artes Cinematográficas y Televisivas de Ghana (GAFTA).
En octubre de 2014, lanzó un cómic basado en su película de 1980 Love Brewed in the African Pot, la primera película adaptada a un cómic en Ghana.

## Filmografía
- Love Brewed in the African Pot (1980)[15]
- Heritage Africa (1989)
- Harvest at 17(1994)
- Crossroads of People, Crossroads of Trade (1994)
- The Golden Stool, The Soul of the Asantes (2000)
- The Good Old Days: The Love of AA(2010)
- The Good Old Days: Papa Lasisi Good Bicycle (2011)
- The Good Old Days: Suffering to Lose (2012)
- Praising The Lord Plus One (2013)